# Gerbillus
Gerbillus és un gènere de jerbus petits.
Tradicionalment el gènere Microdillus ha estat inclòs dins del gènere Gerbillus.

## Taxonomia
- Subgènere Gerbillus
  - Gerbillus acticola
  - Gerbillus agag
  - Gerbillus andersoni
  - Gerbillus aquilus
  - Gerbillus cheesmani
  - Gerbillus cosensi
  - Gerbillus dunni
  - Gerbillus floweri
  - Gerbillus gerbillus
  - Gerbillus gleadowi
  - Gerbillus hesperinus
  - Gerbillus hoogstraali
  - Gerbillus latastei
  - Gerbillus nancillus
  - Gerbillus nigeriae
  - Gerbillus occiduus
  - Gerbillus perpallidus
  - Gerbillus pulvinatus
  - Gerbillus pyramidum
  - Gerbillus rosalinda
  - Gerbillus tarabuli
- Subgènere Hendecapleura
  - Gerbillus amoenus
  - Gerbillus brockmani
  - Gerbillus famulus
  - Gerbillus grobbeni
  - Gerbillus henleyi
  - Gerbillus juliani
  - Gerbillus mesopotamiae
  - Gerbillus muriculus
  - Gerbillus nanus
  - Gerbillus poecilops
  - Gerbillus principulus
  - Gerbillus pusillus
  - Gerbillus watersi